# Sady nad Torysou
Sady nad Torysou es un municipio del distrito de Košice-okolie en la región de Košice, Eslovaquia, con una población estimada a final del año 2024 de 1925 habitantes.
Se encuentra ubicado en el centro de la región, en la cuenca hidrográfica del río Sajó (afluente derecho del Tisza) y cerca de la frontera con la región de Prešov y con Hungría.

## Demografía
| Año        | 1994 | 2004     | 2014     | 2024    |
| ---------- | ---- | -------- | -------- | ------- |
| Población  | 1486 | 1699     | 1924     | 1925    |
| Diferencia |      | +14,33 % | +13,24 % | +0,05 % |

| Año        | 2023 | 2024    |
| ---------- | ---- | ------- |
| Población  | 1939 | 1925    |
| Diferencia |      | −0,72 % |